# نیفلهل
نیفلهل (انگلیسی: Niflhel) مکانی در اسطوره‌شناسی اسکاندیناوی است که در ادای منظوم وافشروآنیسمال و درام بالدرز، و همچنین در گیلفاژینینگ اثر مورخ اسنوری استورلوسون (متولد ۱۱۷۸ و متوفی ۱۲۴۱ میلادی) ظاهر می‌شود. بر اساس کاراسنوری استورلوسون، نیفلهل را می‌توان به عنوان پایین‌ترین سطح هل‌هایم تعبیر کرد، اما نیفلهل و گاهی هل با مفهوم نیفل‌هایم (به معنی جهانی از مه)، ترکیب می‌شوند، اصطلاحی که از اسنوری استورلوسون سرچشمه می‌گیرد. ارواح انسان‌های شرور برای همیشه در نیفلهل زندگی خواهند کرد.